# Praça Marechal Deodoro (São Paulo)

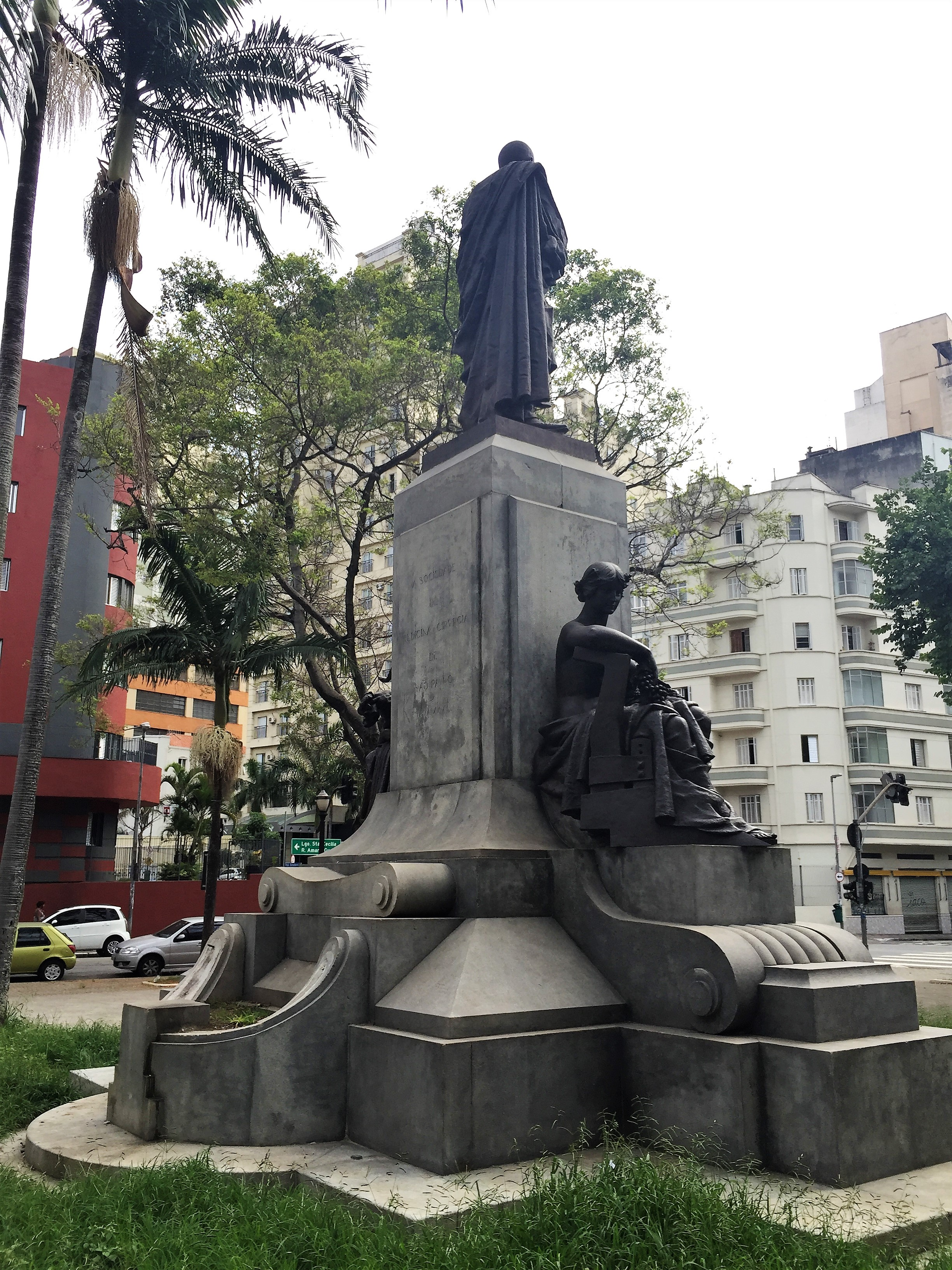
Monumento a Luiz Pereira Barreto na praça

A Praça Marechal Deodoro é uma das opções de lazer e cultura dos cidadãos que circulam pela região leste/oeste da cidade de São Paulo. Localizada embaixo do Minhocão, apresenta brinquedos para as crianças interagirem e também um pouco mais sobre a vasta história da cidade de São Paulo com direito a homenagens feitas em estátuas.
Tem como afluentes: Rua São Vicente de Paulo, Rua das Palmeiras, Rua Doutor Albuquerque Lins, Avenida Angélica e também Avenida São João, além do Elevado Presidente João Goulart.

## História
Deodoro da Fonseca nasceu no estado do Alagoas, no dia 5 de agosto de 1827 e estudou em escola militar desde os 16 anos. Em 1848, aos 21 anos, integrou as tropas que se dirigiram a Pernambuco para combater a Revolução Praieira e participou ativamente de outros conflitos durante o Império, como por exemplo a brigada expedicionária ao rio da Prata, o cerco a Montevidéu e a Guerra do Paraguai. Foi o primeiro presidente de fato do Brasil, e ficou conhecido pela implementação de um regime republicano. Faleceu no dia 23 de agosto de 1892 na cidade de Barra Mansa, Rio de Janeiro.
A praça localizada na ligação das regiões oeste/ leste de São Paulo e em outros estados como, por exemplo, Rio Grande do Sul e Bahia, também fazem homenagens ao primeiro presidente do Brasil.

## Transporte
A região onde se encontra a Praça Marechal Deodoro é bem alimentada pelo transporte público. A Estação Marechal Deodoro, da Linha 3-Vermelha do Metrô de São Paulo, existe desde 1988.
Há também inúmeras linhas de ônibus que chegam e partem do lugar para diversos outros pontos da cidade.